# Blew (Enrico Pieranunzi/Lee Konitz)
Blew è un album di Enrico Pieranunzi e Lee Konitz (a nome Lee Konitz Meets Space Jazz Trio), pubblicato dalla Philology Records nel 1989. Il disco fu registrato il 3 dicembre 1988 al Soundvideocat Studio di Roma, Italia.

## Tracce
1. Friendlee – 6:25 (Lee Konitz)
2. From E. to C. – 7:05 (Enrico Pieranunzi)
3. Blew – 9:26 (Lee Konitz)
4. Lost and Found – 5:34 (Enrico Pieranunzi)
5. The Man I Love – 7:20 (George Gershwin, Ira Gershwin)
6. I Love You – 8:43 (Cole Porter)
7. Cool Blues – 11:17 (Charlie Parker)

## Musicisti
- Enrico Pieranunzi - pianoforte
- Lee Konitz - sassofono alto
- Enzo Pietropaoli - contrabbasso
- Alfred Kramer - batteria